# 경계주

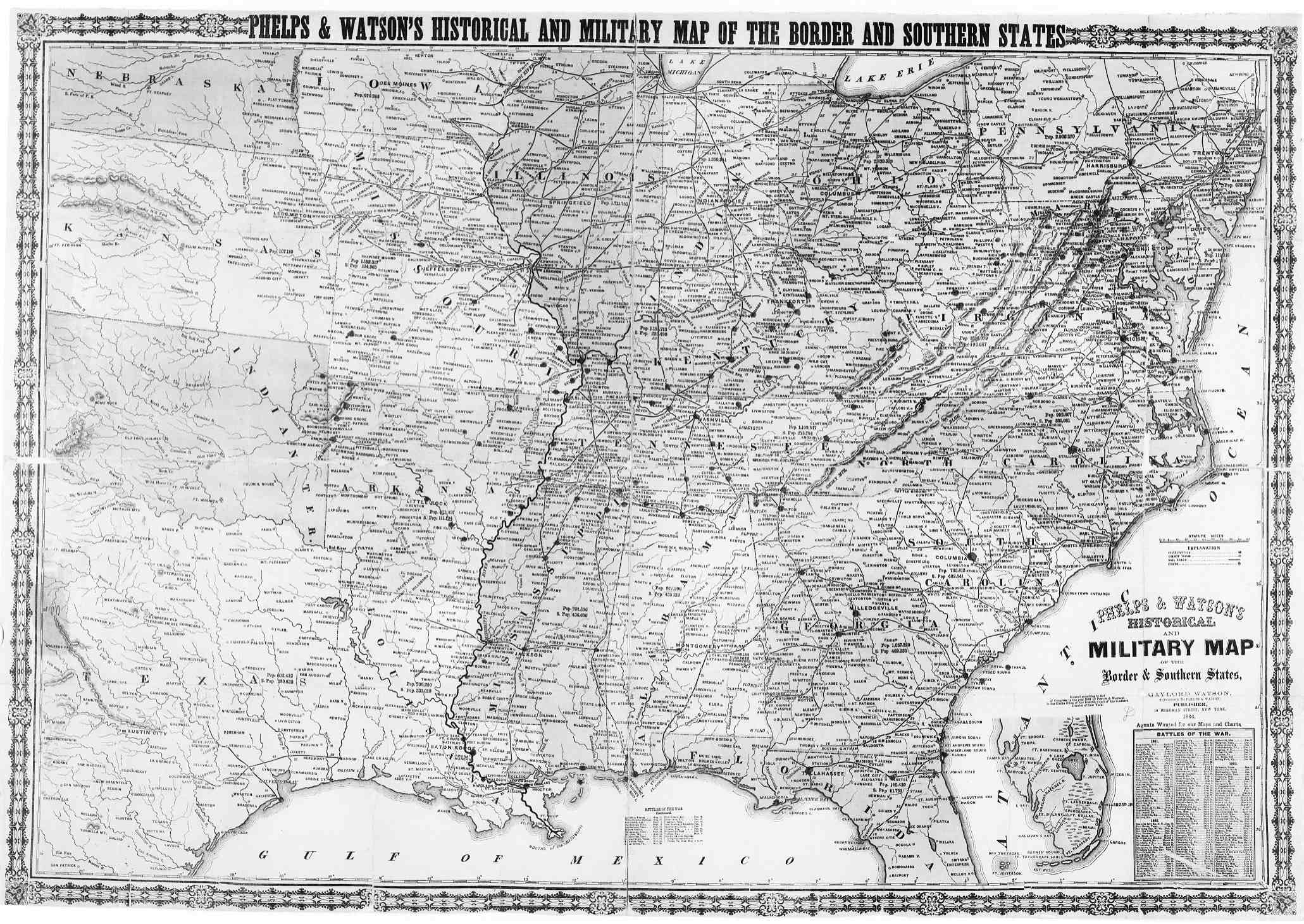
1866년 남부 경계주의 군사지도. Phelps & Watson

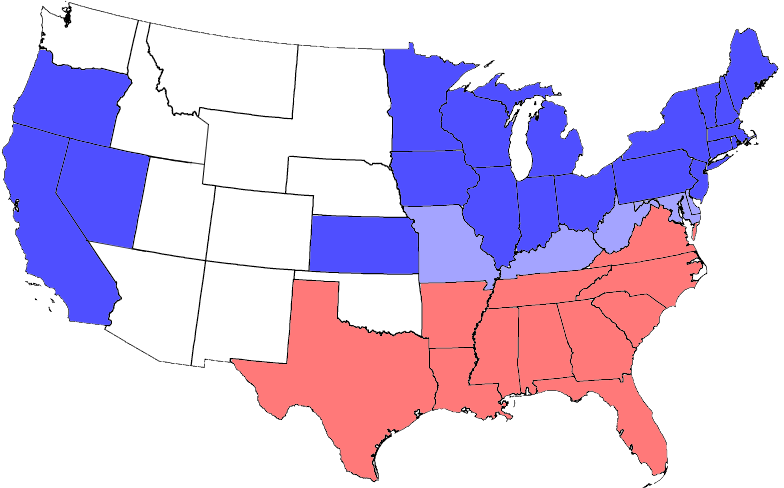
남북 전쟁 동안의 주 경계 지도. 파란색은 연방 주를 나타나고, 연파란색은 경계주를, 빨간 색은 맹방 주를 나타낸다.

경계주(境界州, 영어: border states)는 남북 전쟁이 발발한 1861년 4월 이전에 미합중국에서 탈퇴하지 않은 노예주를 가리킨다. 델라웨어, 켄터키, 메릴랜드, 미주리, 이 4개의 노예주는 미합중국을 탈퇴하지 않고, 잔류를 선택하였다. 또한, 아칸소, 노스캐롤라이나, 테네시, 버지니아는 1861년 섬터 요새 전투 이후에 탈퇴를 선언했다. 남북전쟁 이후 탈퇴했던 이들 주를 “경계주”라고 부르게 되었다. 경계주 중에는 전쟁 중에 버지니아에서 떨어져 나와 연방에 참가해 새로운 주가 되었던 웨스트버지니아도 포함된다.

## 개요
모든 경계주에서 미국 남부 연합의 군사적 강제를 반대하는 넓은 공감대가 있었다. 링컨이 섬터 요새와 다른 주의 요충지를 탈환하기 남쪽으로 행진하도록 군에 호소하면서, 지방 유니오니스트(미합중국 지지자)들은 당황했고, 아칸소, 노스캐롤라이나, 테네시, 버지니아의 탈퇴론자들은 미합중국에서 탈퇴를 선언하고, 미국남부연합에 가입을 하였다.
켄터키와 미주리에서는 친 남부맹방 정부와 친 연방정부가 따로 존재했다. 웨스트버지니아는 1862년부터 1863년까지 버지니아주 북서부의 군대에서 버지니아 정부를 설립했던 세력들이 많아서 연방에 대한 충성심을 가지고 있는 사람들이 많았다. 사우스캐롤라이나를 제외한 모든 노예주가 남부연합과 마찬가지로 연방에서도 백인병사들은 복역시켰지만, 이러한 분열 양상은 경계주에서 가장 극심했으며, 한 가족 내에서도 양군으로 나뉘어 싸우는 일도 있었다.
정규군에 의한 공식적인 전투와는 별개로 경계주에서는 대규모 게릴라전이 전개되어 격렬한 폭력, 반목과 암살의 무대가 되었다. 이러한 폭력 행위는 켄터키주 동부와 미주리주 서부에서 특히 심했다. 캔자스에서 1863년에 발생한 로렌스 학살 사건이 대표적인 사례였다.
북부와 남부의 지리적, 사회적, 정치적, 경제적 관계로 인해 경계주는 전쟁의 결과를 좌우하는 요충지였다. 그리고 북부와 남부를 문화적으로 구분하는 경계로 표현되었으며, 경계주는 미합중국에서 탈퇴하지 않았기 때문에, 의회는 리컨스트럭션 대상으로 지정하지 않았다. 그들은 스스로의 재건과 정계 재편의 과정을 경험했고, 그 과정은 남부연합의 재건과 다소 비슷했다. 1880년 이후 대부분의 경계주는 투표를 통해 흑인 격리와 그들을 2급 시민으로 취급하는 《짐 크로우 법》을 채택하였다.
1863년 링컨의 노예 해방 선언은 경계주에는 적용되지 않았다. 미주리, 메릴랜드, 그리고 웨스트버지니아는 전쟁 중에 노예 제도를 폐지했다. 켄터키와 델라웨어에 약 4만 명 정도 남아 있던 노예는 1865년 12월 ‘미국 헌법 수정 제13조’ 비준으로 해방되었다.

## 같이 보기
- 노예주와 자유주